# النقل في الكويت
يشكّل النقل في الكويت أحد القطاعات الحيوية في الدولة، ويشمل منظومة متكاملة من الطرق البرية، والموانئ البحرية، والمطارات الجوية، إضافةً إلى شبكات أنابيب النفط والغاز. وقد ساهم موقع الكويت الجغرافي على رأس الخليج العربي في جعلها مركزاً لوجستياً إقليمياً يربط بين آسيا وأفريقيا وأوروبا.
شهد قطاع النقل الكويتي تطوراً ملحوظاً منذ منتصف القرن العشرين مع الطفرة النفطية، حيث توسعت شبكة الطرق السريعة الداخلية والخارجية، وتم تحديث الموانئ لتلبية متطلبات التجارة العالمية، فضلاً عن إنشاء مطار الكويت الدولي الذي يُعد البوابة الجوية الرئيسية للدولة. كما أولت الحكومة اهتماماً متزايداً بمشاريع النقل العام والبنية التحتية المستدامة لمواكبة النمو السكاني والاقتصادي.

## السكك الحديدية
تسعى الحكومة الكويتية لبناء سكك حديدية مرتبطة بالعاصمة بتكلفة مقدارها 11 مليار دولار أمريكي.
فقد تبنت الدولة مشروعاً استراتيجياً ضمن رؤية الكويت 2035 يهدف إلى إنشاء شبكة تمتد لمسافة تقارب 565 كيلومتراً، وتربط البلاد بدول مجلس التعاون الخليجي عبر المنافذ مع السعودية والعراق.
تعود فكرة إنشاء سكة حديد في الكويت إلى بدايات القرن العشرين حين طُرحت مقترحات بريطانية لمد خط يربطها بالبصرة لأغراض تجارية واستراتيجية، لكن المشروع لم ينفذ.
يتكون المشروع المعاصر من عدة مراحل، تبدأ بربط الموانئ الرئيسية (الشويخ، الشعيبة، وميناء مبارك الكبير) بشبكة داخلية، ثم إنشاء خط رئيسي يربط الحدود الكويتية السعودية بمدينة الكويت، على أن يمتد لاحقاً نحو مدينة الحرير (الصبية).
وفي أبريل 2025 أعلنت وزيرة الأشغال العامة عن توقيع عقد التصميم التفصيلي للمشروع، تمهيداً لبدء التنفيذ.
كما يجري بالتوازي التخطيط لمشروع مترو الكويت، وهو شبكة مترو حضرية بطول يتجاوز 160 كم داخل مدينة الكويت الكبرى.

## الطرق

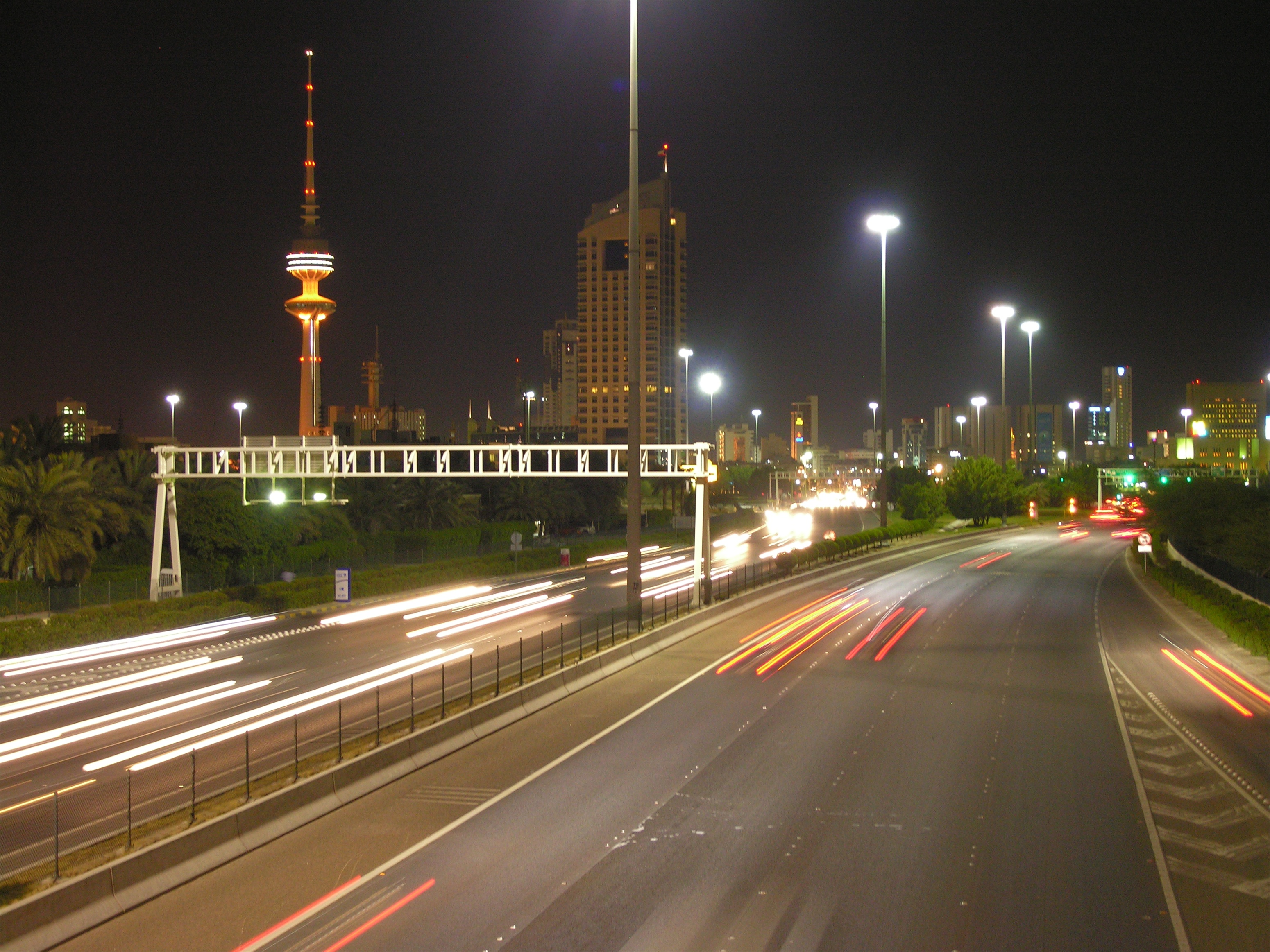
طريق المغرب السريع المتجه نحو مدينة الكويت

### تاريخ تطوير الطرق
شهدت الكويت تطوراً جذرياً في شبكة الطرق منذ اكتشاف النفط في أربعينيات القرن العشرين. في البداية، اعتمدت الكويت على الطرق الترابية البسيطة والمسارات التقليدية التي كانت تربط المناطق السكنية بالأسواق والموانئ.
بدأ التطوير الفعلي لشبكة الطرق الحديثة في الخمسينيات مع بداية عائدات النفط، حيث تم تخطيط شبكة طرق شاملة لتخدم النمو العمراني السريع. وضعت الحكومة الكويتية خططاً طموحة لإنشاء شبكة طرق عصرية تتماشى مع معايير السلامة الدولية وتلبي احتياجات النمو الاقتصادي المتسارع.
تعرضت شبكة الطرق لأضرار جسيمة خلال الغزو العراقي للكويت عام 1990، حيث دُمرت العديد من الجسور والطرق الرئيسية، خاصة على الطريق السريع الرابط بين الكويت والعراق الذي شهد أحداث "طريق الموت". بعد التحرير، بدأت الكويت برنامجاً شاملاً لإعادة إعمار وتطوير شبكة الطرق، مستفيدة من أحدث التقنيات والمعايير العالمية.

### الشبكة الحالية
تتمتع الكويت بشبكة من الخطوط السريعة على مستوى عالي من الكفاءة والسلامة وعلى مستوى عالي من الصيانة الدورية. ويبلغ طول شبكة الطرق ما يقارب 4,600 كيلومترًا، فيما يبلغ أطوال الطرق السريعة 600 كيلومترًا، ويتواجد بشبكة الطرق نحو 282 جسرًا من الخرسانة و26 جسرًا حديديًا.

### الطرق السريعة الرئيسية

#### الطريق الدائري الأول
يُعتبر الطريق الدائري الأول من أهم المشاريع الإنشائية في الكويت، وقد تم تطويره من قبل شركة WSP العالمية كمشروع استراتيجي لتحسين الحركة المرورية في العاصمة. يمتد الطريق عبر المناطق الحضرية الرئيسية ويربط بين أهم المحاور الاقتصادية والسكنية في البلاد.
يتميز الطريق بتصميمه الهندسي المتطور الذي يراعي معايير السلامة الدولية، ويضم عدة مستويات من الجسور والأنفاق لضمان انسيابية الحركة المرورية. كما يشمل الطريق محطات خدمات متطورة ونظم إضاءة حديثة وأنظمة مراقبة متقدمة.

#### طريق الجهراء التطويري
شهد طريق الجهراء تطوير شاملة ضمن مشروع ضخم لتحديث البنية التحتية للنقل في المنطقة الشمالية من الكويت. يهدف المشروع إلى تحسين الاتصال بين مدينة الكويت ومحافظة الجهراء وتخفيف الازدحام المروري في هذا المحور الحيوي.
يتضمن التطوير إنشاء ممرات إضافية، وتحسين نقاط التقاطع، وإنشاء جسور جديدة لفصل مستويات الحركة. كما يشمل المشروع تطوير الخدمات المساندة مثل محطات الوقود ومناطق الاستراحة.

#### الشبكة الإقليمية
تم تقييم شبكة الطرق الكويتية ضمن السياق الإقليمي لتطوير التكامل مع دول مجلس التعاون الخليجي. تركز هذه الجهود على تطوير الطرق الحدودية وضمان التكامل مع الشبكات الإقليمية لتسهيل التجارة والنقل.

### أنظمة المرور الذكية والتقنيات الحديثة
استثمرت الكويت في تطوير أنظمة مرورية ذكية متطورة بالتعاون مع شركات عالمية متخصصة. تساهم شركة إندرا في تطوير أنظمة المرور الذكية وتحسين البنية التحتية للحركة والتخطيط المروري.
تشمل هذه الأنظمة:
- أنظمة التحكم المروري المتكيفة: التي تتكيف مع كثافة الحركة في الوقت الفعلي
- كاميرات المراقبة الذكية: لمراقبة السرعة والمخالفات المرورية
- أنظمة توجيه الحركة: باستخدام اللوحات الإلكترونية المتغيرة
- نظم معلومات المسافرين: لتوفير معلومات آنية عن حالة الطرق

تم تطبيق نظام متطور للتحكم في حركة المرور يعتمد على التقنيات الحديثة لإدارة الإشارات الضوئية وتنسيق الحركة عبر التقاطعات الرئيسية.

### معايير التصميم والهندسة
تتبع الكويت معايير صارمة في تصميم وإنشاء الطرق، حيث تم وضع دليل شامل لتصميم الطرق السريعة يراعي الظروف المناخية والجغرافية المحلية.
يتضمن الدليل مواصفات دقيقة لـ:
- تصنيف الطرق السريعة: حسب الوظيفة وحجم الحركة المتوقع
- معايير السلامة: متطلبات الحواجز والإضاءة والإشارات
- المواصفات الفنية: للرصف والصرف والهياكل المساندة
- الاعتبارات البيئية: لتقليل التأثير على البيئة المحيطة

### النقل العام التفصيلي

#### شركة النقل العام الكويتية (KPTC)
تُعتبر شركة النقل العام الكويتية الجهة الرئيسية المسؤولة عن خدمات النقل العام في البلاد. تدير الشركة شبكة واسعة من خطوط الحافلات تغطي جميع أنحاء الكويت وتربط بين المناطق السكنية والتجارية والصناعية.
تعمل الشركة على تطوير شبكة النقل العام لتحسين الخدمة وزيادة عدد المستخدمين، حيث تقوم بدراسات مستمرة لتحليل أنماط السفر واحتياجات المسافرين.

#### التقنيات الحديثة في النقل العام
طبقت الكويت أنظمة معلومات متطورة لتحسين تجربة المسافرين في النقل العام. شركة سيتي باص أصبحت الأولى في تقديم معلومات آنية للركاب حول مواعيد وصول الحافلات.
تشمل هذه التقنيات:
- أنظمة معلومات الركاب الإلكترونية: شاشات في محطات الحافلات تعرض أوقات الوصول المتوقعة[20]
- الأجهزة الذكية للحافلات: نظم GPS وأجهزة اتصال متطورة لتتبع الحافلات[21]
- تطبيقات الهواتف الذكية: لمعرفة مواعيد الحافلات وتخطيط الرحلات

#### السلامة في النقل العام
أجرى البنك الدولي دراسة حول سلامة النقل العام في الكويت، مع التركيز على تجربة الركاب وخاصة النساء في استخدام الحافلات. تركز هذه الدراسات على تحسين معايير السلامة وضمان بيئة آمنة ومريحة لجميع المستخدمين.

### الدراسات والبحوث التطويرية
تستثمر الكويت في البحث والتطوير لتحسين كفاءة النقل العام. أُجريت دراسة متخصصة حول تحسين ترددات الحافلات باستخدام نماذج رياضية متطورة لتحديد الفترات المثلى بين الرحلات.

### أنظمة ترقيم وتصنيف الطرق
تتبع الكويت نظاماً منطقياً لترقيم الطرق يسهل على المستخدمين التنقل والملاحة. يعتمد النظام على تصنيف هرمي يبدأ بالطرق السريعة الرئيسية وينتهي بالطرق المحلية.

### الصيانة والتطوير المستمر
تخضع شبكة الطرق الكويتية لبرامج صيانة دورية شاملة تشمل:
- الصيانة الوقائية: الفحص المنتظم وأعمال الترميم البسيطة
- الصيانة العلاجية: إعادة تأهيل الطرق المتضررة
- التطوير والتحديث: توسيع الطرق وتحسين التقاطعات
- مراقبة الجودة: اختبارات دورية لمعايير السلامة والأداء

### التحديات والحلول المستقبلية
تواجه شبكة الطرق في الكويت تحديات متزايدة بسبب النمو السكاني والاقتصادي، مما يتطلب حلولاً مبتكرة تشمل:
- التوسع المدروس: إضافة ممرات جديدة في المناطق الحيوية
- التكنولوجيا الذكية: تطبيق أنظمة إدارة مرورية أكثر تطوراً
- النقل المستدام: تشجيع استخدام النقل العام والوسائل البديلة
- التكامل الإقليمي: تطوير الربط مع دول المنطقة

في عام 2000 كان هناك نحو 552,400 سيارة ركاب، و167,800 تجارية وسيارات الأجرة والشاحنات والحافلات المستخدمة. وبسبب عدم توافر شبكة للسكك الحديدية في الكويت فإن أغلب السكان يتنقلون عن طريق السيارات، وغالباً ما تكون حد السرعة القصوى في الخطوط السريعة 120 كم/ساعة.
وتقدم خدمة النقل العام عن طريق 3 شركات هي شركة النقل العام الكويتية وشركة سيتي باص وشركة رابطة الكويت و الخليج للنقل.

## الموانئ والمرافئ

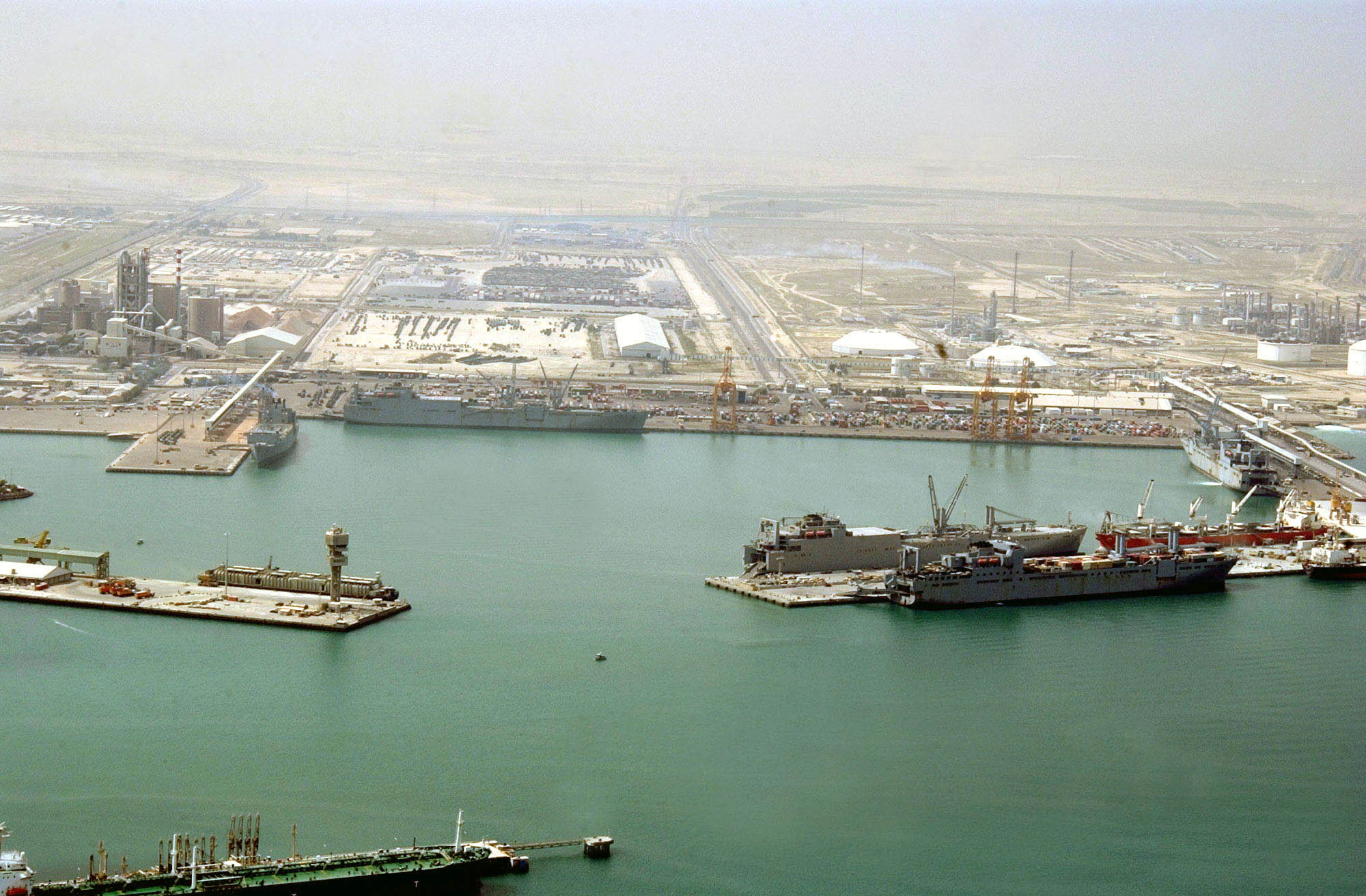
ميناء الشعيبة أكبر الموانئ في الكويت

### التاريخ البحري للكويت
يمتد التاريخ البحري للكويت إلى قرون عديدة، حيث كانت الكويت منذ القرن الثامن عشر محطة مهمة للتجارة البحرية بين الشرق والغرب. استفادت الكويت من موقعها الاستراتيجي عند رأس الخليج العربي، حيث شكلت نقطة التقاء طبيعية للطرق التجارية البحرية والبرية.
قبل اكتشاف النفط، كانت الحياة الحضرية في الكويت تتمحور حول الأنشطة البحرية التقليدية مثل صيد اللؤلؤ والأسماك والتجارة البحرية. كانت القبائل البدوية تستخدم المرفأ الطبيعي للكويت كنقطة تجارية مهمة، مما أدى إلى تطوير مستوطنة دائمة تطورت لاحقاً إلى مدينة الكويت الحديثة.

### الموانئ الرئيسية الأربعة
تضم الكويت أربعة موانئ رئيسية تلعب أدواراً حيوية في الاقتصاد الوطني، وهي ميناء الشعيبة وميناء الشويخ وميناء الأحمدي وميناء عبد الله. كل ميناء متخصص في أنواع معينة من البضائع والخدمات البحرية.

### ميناء الشويخ
يُعتبر ميناء الشويخ أحد أهم الموانئ التجارية في الكويت، ويقع في منطقة الشويخ الصناعية شمال مدينة الكويت. يتخصص الميناء في التعامل مع البضائع العامة والحاويات، ويضم مرافق حديثة للتخزين والمناولة.
يشتمل الميناء على:
- أرصفة متعددة الأغراض: لاستقبال سفن البضائع المختلفة
- محطة حاويات حديثة: مجهزة بأحدث الرافعات والمعدات
- مستودعات مكيفة: لحفظ البضائع الحساسة للحرارة
- مرافق التفريغ والتحميل: لمختلف أنواع البضائع

يخضع ميناء الشويخ لنظام إدارة مستدامة متطور يهدف إلى تحسين الكفاءة التشغيلية وتقليل التأثير البيئي.

### ميناء الشعيبة
يُعد ميناء الشعيبة أكبر ميناء تجاري في الكويت، ويقع في المنطقة الصناعية جنوب البلاد. يتعامل الميناء مع أكبر حجم من البضائع والحاويات في البلاد، ويضم مرافق متطورة للمناولة والتخزين.
المرافق الرئيسية في الميناء تشمل:
- محطة الحاويات الرئيسية: بطاقة استيعابية عالية[35]
- أرصفة متخصصة: للبضائع السائبة والمعادن
- مناطق التخزين المفتوحة: للبضائع الثقيلة والمعدات
- مرافق الخدمات اللوجستية: لدعم العمليات التجارية

يتميز الميناء بأعماق مياه كبيرة تسمح باستقبال السفن العملاقة، مما يعزز من قدراته التنافسية في المنطقة.

### ميناء الأحمدي - عملاق النفط
ميناء الأحمدي هو أكبر ميناء للنفط في الكويت ومن أهم محطات تصدير النفط في العالم. يقع الميناء في مدينة الأحمدي جنوب الكويت، وهو الجزء الأكبر من تصدير النفط الكويتي.
المرافق النفطية الرئيسية:
- محطات التحميل البحرية: قادرة على استيعاب ناقلات النفط العملاقة
- خزانات التخزين الضخمة: لمختلف أنواع المنتجات النفطية
- شبكة أنابيب متطورة: تربط المصافي بالميناء
- أنظمة السلامة المتقدمة: لضمان التشغيل الآمن للمرافق

يخضع الميناء لمشاريع تطوير مستمرة لتحسين قدراته وكفاءته، حيث تم إطلاق 8 مشاريع رأسمالية كبرى لتطوير مصافي الأحمدي وميناء عبد الله.

### التقنيات الحديثة والأتمتة
تستثمر الكويت في تطوير أنظمة الأتمتة والتقنيات الذكية في موانئها. يجري العمل على تطوير مدينة لوجستية آلية متطورة تعتمد على إدارة النقل البحري المتكاملة.
تشمل التقنيات المطبقة:
- أنظمة إدارة المحطات الآلية: لتحسين كفاءة المناولة
- تقنيات تتبع الحاويات: باستخدام أنظمة GPS و RFID
- أنظمة الأمان الذكية: لمراقبة العمليات والأمان
- منصات رقمية متكاملة: لإدارة العمليات اللوجستية

### الإحصائيات والأداء التجاري
تُظهر الإحصائيات الرسمية نمواً مستمراً في حجم التجارة عبر الموانئ الكويتية. حسب بيانات الأمم المتحدة للتجارة والتنمية (UNCTAD)، تحتل الكويت موقعاً مهماً في الملف البحري الإقليمي.
يُظهر تقرير مراجعة النقل البحري 2024 الصادر عن UNCTAD نمواً في الأنشطة البحرية الكويتية.

#### إحصائيات الحاويات
شهد حجم مناولة الحاويات في الموانئ الكويتية نمواً ملحوظاً خلال السنوات الأخيرة. تشير المؤشرات إلى تحسن مستمر في أداء القطاع اللوجستي والنقل.

### الشركات البحرية والخدمات
تضم الكويت عدداً من الشركات المتخصصة في النقل البحري والخدمات اللوجستية. تُعتبر شركة الكويت البحرية والتجارية من أبرز الشركات الوطنية في هذا المجال.
كما تقدم شركات عالمية مثل DHL خدمات الشحن البحري والحاويات من وإلى الكويت، مما يعزز من التكامل مع الشبكات اللوجستية العالمية.

### التطوير الاستراتيجي والمشاريع المستقبلية
تعمل مؤسسة الموانئ الكويتية على تنفيذ استراتيجية شاملة لتطوير البنية التحتية البحرية. تركز هذه الاستراتيجية على تحسين الكفاءة التشغيلية وزيادة القدرة الاستيعابية للموانئ.
تشمل المشاريع المستقبلية:
- توسعة محطات الحاويات: لمواكبة النمو في التجارة الدولية
- تطوير المرافق اللوجستية: لخدمة التجارة الإقليمية والعالمية
- تحديث أنظمة المناولة: باستخدام أحدث التقنيات
- تطوير الخدمات الرقمية: لتسهيل العمليات التجارية

### القطاع اللوجستي وسوق النقل البحري
يشهد سوق اللوجستيات الكويتية والنقل البحري نمواً مستداماً مع توقعات إيجابية للمستقبل، يستفيد هذا النمو من الموقع الاستراتيجي للكويت والاستثمارات في التطوير.

### التكامل الإقليمي
تلعب الموانئ الكويتية دوراً محورياً في ربط دول مجلس التعاون الخليجي بالأسواق العالمية. تعمل مؤسسة الموانئ الكويتية على تعزيز هذا الدور من خلال مشاريع التطوير والتحديث المستمرة.
ساهمت الموانئ الكويتية بشكل كبير في مسيرة الدولة الاقتصادية والعمرانية، فهي نافذة الدولة على العالم الخارجي عبر البحار، وتقوم مؤسسة الموانئ الكويتية بإدارة الموانئ كافة.
ويعتبر كل من ميناء الشعيبة وميناء الشويخ من أهم موانئ الكويت التجارية حيث تستطيع أن تستوعب ما يقارب 753.334 في دراسة عام 2006، بينما ميناء الأحمدي وهو الأكبر في الكويت فإنه يتولى الجزء الأكبر من تصدير النفط الكويتي.
وسينضم لهذة الموانئ ميناء بوبيان والذي سيسع 66 مرسى وسيكون الأكبر خليجًا حيث يستوعب 1.3 مليون حاوية عند بدء التشغيل.
وتضم الكويت حاليًا 6 موانئ وهي ميناء الشعيبة وميناء عبد الله وميناء الدوحة وميناء الشويخ وميناء الأحمدي وميناء بوبيان. وتقدم شركة النقل العام الكويتية رحلات يوميه إلى جزيرة فيلكا وتوفر الشركة أيضًا خدمة الشحن البحري للبضائع والمعدات. وهناك شركات خاصة لعمليات النقل والشحن البحري.

### إحصائيات البحرية التجارية
- الإجمالي:38 سفينة
- أنواع السفن : 2 ناقلات البضائع، 1 الشحن، 6 الحاويات، 5 الغاز المسال، 4 نقل الماشية، 20 ناقلات نفط
- مملوكة لأجانب: 1 (إيران)
- المسجلة لبلدان أخرى:29 ( 3 بحرين، 1 جزر القمر، 1 ليبيريا، 1 ليبيا، 2 بنما، 7 قطر، 6 السعودية، 8 الإمارات العربية المتحدة) (2005)

## النقل الجوي

### مطار الكويت الدولي
يُعد مطار الكويت الدولي المحور الرئيسي للملاحة الجوية في دولة الكويت، والذي تأسس عام 1962 ويقع على بعد 16 كيلومتر جنوب مدينة الكويت. يُعتبر المطار البوابة الجوية الرئيسية للبلاد وأحد أهم مراكز النقل الجوي في منطقة الخليج العربي.

### البنية التحتية والمرافق
يتضمن المطار مدرجين رئيسيين متوازيين: الأول بطول 3400 متر والثاني بطول 3500 متر، وعرض كل منهما 45 متراً. كما يحتوي المطار على عدة صالات للمسافرين تشمل:
- الصالة الرئيسية: بطاقة استيعابية تصل إلى 7 ملايين مسافر سنوياً
- الصالة الرابعة: تتمتع بقدرة استيعابية تصل إلى 4.5 مليون مسافر سنوياً، حيث بُنيت لتخفيف الازدحام في الصالة الرئيسية وتحسين تجربة السفر الشاملة، مع توفير 2,450 موقفاً
يستوعب المطار ما يزيد على 90 طائرة في آن واحد، ويتعامل مع حوالي 59 شركة طيران عالمية ومحلية.

### مشاريع التطوير
بدأ مشروع تطوير مطار الكويت الدولي في عام 2001، تلاه التطوير الثاني في عام 2008، حيث تم إنجاز نسبة كبيرة من أعمال التطوير والتحديث لمواكبة الازدياد المستمر في حركة الطيران والمسافرين.

### شركات الطيران الكويتية

#### الخطوط الجوية الكويتية
تُعتبر الخطوط الجوية الكويتية أكبر شركة طيران في الكويت والناقل الوطني الرسمي للبلاد. تأسست الشركة في فبراير 1953 على يد اثنين من رجال الأعمال الكويتيين برأس مال بلغ وقتها حوالي 150 ألف دينار كويتي.
في عام 2001، سافر 2.1 مليون مسافر على متن أسطول الشركة، مما يؤكد مكانتها الرائدة في قطاع النقل الجوي الكويتي والإقليمي.

#### طيران الجزيرة
دخل القطاع الخاص بقوة إلى قطاع الطيران الكويتي عام 2004 مع تأسيس طيران الجزيرة. تأسست شركة طيران الجزيرة في أبريل 2004 كأول شركة طيران غير حكومية في منطقة الشرق الأوسط، إلا أن بدأت طيران الجزيرة أولى رحلاته في 30 أكتوبر 2005 بأسطول من طائرات إيرباص A320 الجديدة كلياً والمجهزة بمقاعد جلدية مريحة.

#### الشركات الأخرى
تم تأسيس الخطوط الوطنية الكويتية كثاني شركة خاصة في 2005، والتي بدأت أول رحلاتها في مارس من عام 2009، لكنها توقفت عن الخدمة في عام 2011 بعد تحديات مالية وتشغيلية.

### الطيران العمودي والمطارات الإضافية
بالإضافة إلى مطار الكويت الدولي، توجد بالكويت 5 مطارات مخصصة للطائرات العمودية، والتي تُستخدم لأغراض متنوعة تشمل العمليات النفطية والإنقاذ والنقل التنفيذي.
كما يوجد مبنى الشيخ سعد للطيران العام المخصص للطيران الخاص والتنفيذي.

### الإحصائيات الحديثة
مطارات ممهدة المدارج
- الإجمالي: 4 مطارات
  - حوالي 3,047 م: 1 مطار
  - من 2,438 إلى 3,047 م: 2 مطار
  - من 1,524 إلى 2,437 م: 1 مطار

مطارات غير ممهدة المدارج
- الإجمالي: 3 مطارات
  - 1,524 إلى 2,437 م: 1 مطار
  - أقل من 914 م: 2 مطار

مطارات الطائرات العمودية
- العدد: 5 مطارات (2024)

خطوط الطيران العاملة
- الخطوط الجوية الكويتية (وطنية)
- طيران الجزيرة (خاصة)
- عدد كبير من شركات الطيران الدولية (59 شركة)

## خطوط الأنابيب

### نظرة عامة
تُعدّ خطوط أنابيب النفط شرايين الاقتصاد العالمي؛ إذ تنقل الخام من قلب الآبار إلى مراكز الاستهلاك والتكرير، وتلعب دوراً محورياً في الاقتصاد الكويتي. تمتلك دولة الكويت شبكة متطورة من خطوط الأنابيب تدار بواسطة شركة نفط الكويت وشركاتها التابعة.

### شبكة خطوط الأنابيب في الكويت
خطوط الماء: لا توجد خطوط أنابيب مائية طبيعية في الكويت نظراً لطبيعة البلاد الصحراوية وقلة المسطحات المائية الطبيعية.
خطوط الأنابيب:
- النفط الخام: 877 كيلومتراً
- المنتجات النفطية: 57 كيلومتراً
- الغاز الطبيعي: 269 كيلومتراً

### شركة نفط الكويت والبنية التحتية
تُعتبر شركة نفط الكويت (KOC) الشركة الوحيدة المخول لها بأن تقوم بعمليات تنقيب وإنتاج النفط داخل الكويت، وهي المسؤولة الأساسية عن إدارة وصيانة شبكة خطوط الأنابيب في البلاد. يتمثل دورها الرئيسي في استكشاف وتطوير وإنتاج النفط والغاز داخل دولة الكويت، إذ تقوم بإنتاج ثلاثة أنواع مختلفة من النفط والغاز الطبيعي في مناطق عملياتها.

### أهمية خطوط الأنابيب
تشكل خطوط الأنابيب النفطية والغازية العمود الفقري للاقتصاد الكويتي، حيث تربط بين:
- مناطق الإنتاج في الحقول النفطية الشمالية والجنوبية
- مصافي التكرير في ميناء الأحمدي والشعيبة
- موانئ التصدير والتحميل
- محطات توليد الكهرباء ومحطات تحلية المياه

### المقارنة الإقليمية
حسب الإحصائيات المتاحة، جاءت السعودية وسوريا والكويت بعدد 7 خطوط أنابيب لكل منها ضمن دول أوابك، مما يعكس أهمية البنية التحتية للأنابيب في الكويت على المستوى الإقليمي.

### المشاريع والتطويرات
تسعى الحكومة الكويتية لتطوير شبكة الأنابيب من خلال:
- مشاريع التوسع: توسيع الشبكة لتشمل الحقول الجديدة
- التحديث التقني: تحسين كفاءة النقل والأمان
- الصيانة الدورية: ضمان استمرارية التشغيل وسلامة البيئة
- خطط الاستثمار: الكويت تخطط لتأجير خطوط أنابيب النفط والغاز كجزء من إستراتيجية تطوير القطاع

### الأهمية الاقتصادية
تُساهم شبكة خطوط الأنابيب في:
- نقل النفط الخام: من الحقول إلى المصافي وموانئ التصدير
- توزيع المنتجات النفطية: من المصافي إلى مراكز التوزيع المحلية
- نقل الغاز الطبيعي: لمحطات الكهرباء والصناعات البتروكيماوية
- دعم الأمن الطاقوي: ضمان استقرار الإمدادات الداخلية والخارجية

### السلامة والبيئة
تخضع شبكة خطوط الأنابيب لمعايير سلامة صارمة تشمل:
- أنظمة مراقبة إلكترونية متقدمة
- صيانة دورية ومنتظمة
- خطط الطوارئ والاستجابة السريعة
- معايير بيئية للحد من التأثير على النظم البيئية

### التحديات والحلول
تواجه شبكة الأنابيب تحديات عدة منها:
- الظروف المناخية القاسية: الحرارة العالية والعواصف الرملية
- التآكل والتقادم: الحاجة للتجديد والصيانة المستمرة
- التوسع العمراني: ضرورة إعادة توجيه بعض الخطوط
- الأمن والحماية: حماية البنية التحتية الحيوية

## الغاز الطبيعي
تملك الكويت شبكة من خطوط الغاز الطبيعي يصل طولها إلى نحو 261 كيلومتراً عبر البلاد.

### خط الغاز الاستراتيجي (KOC Strategic Gas Pipeline)
يُعَدّ الخط الاستراتيجي للغاز الذي أنشأته شركة نفط الكويت (KOC) من أبرز مشاريع البنية التحتية، حيث يمتد من محطة التجميع 132 في شمال البلاد حتى ميناء الأحمدي بطول نحو 140 كيلومتراً وبقطر 40 بوصة، بطاقة تصل إلى 900 مليون قدم مكعب قياسي يومياً.

### خط غاز الخفجي (Khafji Gas Pipeline)
يربط خط غاز الخفجي حقول الخفجي بمنطقة الزور، ويتكوّن من مقاطع برية وبحرية دخلت الخدمة تباعاً بين عامي 2021 و2023. وتبلغ سعة بعض هذه المقاطع نحو 40 مليون قدم مكعب في اليوم.

### مشروعات جديدة
في أبريل 2025، حصلت شركة مجموعة المقاولات المشتركة (Combined Group Contracting Company) على عقد بقيمة نحو 42 مليون دولار لإنشاء خط لتصدير الغاز من حقل الوفرة، على أن يتم إنجازه خلال 30 شهراً.